# King Kelly
Michael Joseph "King" Kelly (31 de dezembro de 1857 – 8 de novembro de 1894), também conhecido como "$10,000 Kelly," foi um jogador profissional de beisebol que atuou como outfielder, catcher e treinador em vários times por várias ligas profissionais, incluindo a National League, International Association, Players' League e a American Association. Passou a maioria de seus 16 anos de carreira jogando pelo Chicago White Stockings e o Boston Beaneaters. Kelly foi treinador-jogador em três ocasiões – em 1887 pelo Beaneaters, em 1890 levando o Boston Reds à conquista da flâmula na única temporada da Players' League, e em 1891 pelo Cincinnati Kelly's Killers – antes de sua aposentadoria em 1893. Também é creditado por ajudar a popularizar várias estratégias do esporte como o hit and run e outras.

## Livros
- Rosenberg, Howard W. (2004); Cap Anson 2: The Theatrical and Kingly Mike Kelly: U.S. Team Sport's First Media Sensation and Baseball's Original Casey at the Bat. Arlington, Virginia: Tile Books. ISBN 0-9725574-0-7
- Appel, Marty (1996); Slide, Kelly, Slide. Lanham, Maryland: Scarecrow Press. ISBN 1-57886-003-2
- Cullen, James (1889); "The Story of the Irish in Boston." Boston, Massachusetts: J.B. Cullen & Co. ISBN 1-4366-1806-1